# Ants Antson
Ants Antson, né le 11 novembre 1938 à Tallinn (Estonie) et mort le 31 octobre 2015, est un ancien patineur de vitesse de nationalité estonienne.

## Carrière sportive
Il obtient la médaille d'or olympique pour l'Union soviétique en 1964 à Innsbruck dans l'épreuve du 1 500 m.
Il établit un record du monde du 3 000 m le 11 février 1964 à Oslo en Norvège en 4 min 27 s 3.
Antson fut également le porte-drapeau de la délégation estonienne lors de la cérémonie d'ouverture des Jeux olympiques d'hiver de 1992 à Albertville.
Il est récompensé du titre de sportif estonien de l'année en 1964 et l'Ordre de la Croix-rouge estonienne 2e classe.
Il est inhumé au cimetière boisé de Tallinn.